# Osterdock (Iowa)
Osterdock – miasto w Stanach Zjednoczonych, w stanie Iowa, w hrabstwie Clayton. W 2000 liczyło 50 mieszkańców.